# Polska Czytelnia Katolicka
Polska Czytelnia Katolicka – pierwsze polskie stowarzyszenie powstałe w Skoczowie. Zostało założone w 1871 roku. Inicjatorami stworzenie tego stowarzyszenia byli miejscowi księża, Karol Paździora i Antoni Nagol. Zebranie organizacyjne miało miejsce 8 września 1871. Wzięli w nim udział m.in. Paweł Stalmach i Ignacy Świeży. Pierwszym prezesem został Jan Wawerka. Głównym celem stowarzyszenia był rozwój czytelnictwa i rozbudzanie świadomości narodowej.